# Енерџи (Илиноис)
Енерџи (енгл. Energy) град је у америчкој савезној држави Илиноис.

## Демографија
По попису из 2010. године број становника је 1.146, што је 29 (-2,5%) становника мање него 2000. године.
| Група             | 2000.         | 2010.         |
| Белци             | 1.140 (97,0%) | 1.077 (94,0%) |
| Афроамериканци    | 11 (0,9%)     | 43 (3,8%)     |
| Азијати           | 5 (0,4%)      | 8 (0,7%)      |
| Хиспаноамериканци | 7 (0,6%)      | 12 (1,0%)     |
| Укупно            | 1.175         | 1.146         |